# Княжество Чеши
Княжество Чеши — (англ. Jushi Kingdom) азиатское княжество на просторах Западной Азии, существовало совместно с державой Хуннов. Была уничтожена в 450 году Северной Лян.

## История

### Первые сведенья
Первое упоминание о царстве Чеший было в 99 году до н. э., когда У-ди, возглавляющий лоуланьские войска, напал на Чешей. Последним помогли Хунны, которые отправили туда несколько десятков тысяч конницы. Ханьские войска, не достигнув успеха, отступили. Это было первое свидетельство о первой неудачной попытке войск Хань прорваться через контролируемые Хунну царства Западного края из Лоуланя, расположенного на Прикуньлунском пути, на север в Чеша Ближнем (Турфан) по Притяньшанскому пути. 
Стоит отметить, что в тексте упоминается царство Чешей, но затем говорится о двух Чешах: Чеша Ближнем (Турфан) и Чеша Дальнем (Цзяоцзин). Возможно, уже в 99 году до н.э. существовало единое царство Чешей, однако скорее всего Хань не были осведомлены о существовании второго Чеши, Дальнего.
Сам поход Кайлин-хоу возглавил войска Лоулань, это означает, что царство оказалось в руках Хань. Подтверждением служит описание Шаньшань, так в 77 году до. н.э. стали так называть Лоулань. О походе Кайлин-хоу в нём не упоминается, но в след за сообщением идет возвращение Ли Гуанли на Давань Хунны послали свои войска задерживая послов Хань в страны запада.
Когда Ли Гуанли сражался с врагами у гор Тяньшань, Жэнь Вэнь был послан в Юймэньгуань прикрывать его. Он решил сообщить двору о действиях сюннов и доставил правителя Лоуланя ко двору. В это время Кайлин-хоу направился на Чеши, но не смог захватить их из-за поддержки юсянь-ваном. Его поход способствовал установлению связей между подвластными царствами и Хань.

### Ханьская кампания 90 года до н. э.
Таким образом, в 99 году до н. э. шесть царств отправили послов и членов своих королевских семей к двору У-ди, после того как хунну восстановил власть над их королевствами. Из этих шести царств, четыре были названы: Ло-улань (Чарклык), Цюйли (Пахтаюлгун), Юйли (Чара) и Вэй-сюй (Курля), а оставшиеся два царства находились на пути к Чеши, ближнее из которых было Шаньго (чуть восточнее Юйли), а другое - Яньци (Карашар). В 90 году до н. э. Когда Хань начала одновременный удар на восточную и Западных Хуннов, У-ди отправил их домой с приказом обеспечить продовольствием выступивших в поход на Чеши ближних войско Кайлин-хоу, что было и сделано.
Сообщение о том, что шесть царств выставили дополнительное войско на несколько десятков тысяч человек, недостоверно. По описаниям из "Хань шу", общая численность войск этих шести царств составляла всего 13 162 человека, что свидетельствует о приблизительном знании этого региона у двора Хань в начале I века до н. э.
Несмотря на это, войско Чеши ближнего (Турфан), которое состояло из 1865 человек при населении в 6000 человек, легко было разгромлено силами шести царств и войском Кайлин-хоу от Хань. В то время как войска Хунну не пришли на помощь из-за нападения конницы Ман Туна на их западные земли. Кайлин-хоу, получая продовольствие от царств по пути маршрута, опередил Ман Тун и начал возвращаться в Хань.
Отмечается также, что шесть царств обеспечили продовольствие и скот для Кайлин-хоу только на пути к Чеши, но по возвращению не смогли предоставить продовольствие и тягловой скот для вывоза захваченных продуктов из Чеши. Эти царства были предельно самодостаточны экономически и не могли обеспечить содержание ханьского войска в течение длительного периода. Именно поэтому Хань, после поражения Сюнну и установления гегемонии, не поддерживала войска в этих царствах, а создала военно-земледельческую базу только в Чеши на границе с хуннами.
Чеши ближний имел изобилие продовольствия и благоприятное стратегическое расположение, что стало причиной стремления Хань в последствии вытеснить сюннов и завладеть этим регионом.
Результат Ханьской кампании 90 года до н. э. Как и вся десятилетняя война не дала ничего для китайцев, закончившись безрезультатна. Ни разгромить не вытеснить державу Хуннов ей не получилось. Но война истощила обе империи, последствия войны были настолько разрушительными для Хуннов, что они стали предвестием быстрого упадка великой империи кочевников.

### Конфликт Хуннов и Чеши против Усунь и Хань
В 77 году до н. э. Хань утвердилась в царстве Лоулань, тем самым перекрыв Хунну выход через прикуньльнский путь. Тем самым больше преобладал притяншаньский путь на запад. И они решает укрепить свои позиции там, разорвав связи Усуней с Хань. Только так можно объяснить неожиданный ультимативное требование Хуннов к Усунь, отдать Ханьскую принцессу. Усуни ответили отказом, на что хунны с подвластными им Чеши нападают на земли Усуней и захватывают там район Чэяньуши.
Результат оказался противоположным ожидаемому из-за грубого давления на своего союзника. Вэньгуйми из клана Усунь, хорошо осведомленный о внутреннем положении Хунну и ее слабости в противостоянии с Хань, решил отказаться от союза с Хунну и заключить тесный альянс с Хань. В 75-74 годах до н. э. ханьская принцесса Цзею обратилась к императору Чжао-ди с просьбой о помощи. Однако двор Хань не желал ухудшать отношения с Сюнну. В 74 году до н. э. Чжао-ди скончался на 21-м году жизни, и на трон вступил восемнадцатилетний Сюань-ди. Хунны многократно нападали на приграничные земли Хань и на западе - на Усунь. В 72 году Хань послала своего посланника Чан Хуя в Усунь. Куньми и принцесса Цзею сообщили ему о планах Хунну разорвать связи с Хань, совершать нападения при поддержке Чеши на их владения. В письме к Сюань-ди, вероятно, отправленном Чан Хуем, они уже не просили только о помощи, а заявили о намерении ударить на Хунну с войсками в 50 тыс. человек, если Хань также выступит на помощь. В 1-ю луну 3 года до н. э. (начало 71 года до н. э.) пять ханьских войск вторглись в земли Сюнну, однако кампания завершилась уже в 5-ю луну.
Четыре командующих цзянцзюня с 30-тысячной конницей каждый и один с 40-тысячной конницей выступили на север из пяти районов. Из Юньчжуна (Хух-Хото), если учитывать с востока на запад, Сихэ, Уюаня (Баотоу), Чжанъе и Цзюцюаня. Тем самым, ханьская конница вторглась в восточные, центральные и западные земли Хунну. Всего Хань выставила войско из 160 тысячной конницы. С юго-запада напала 50 тысячная конница Усунь, которая должна была соединиться с 30 тысячной конницей ханьцев, вышедшей из Цзюцюаня.
Хань на войну отправила лишь конницу, но очень многочисленную, что говорит о том, что указ У-ди 89 года до н. э. о поощрении разведения лошадей уже начал приносить свои плоды. Однако, несмотря на это, кампания завершилась неудачей. Причина этого фиаско, как ясно из сообщения в «Повествовании о Сюнну», оказалась такой же, как и в предыдущих военных походах:
«Сюнны, узнав о выступлении большого ханьского войска, [все, вплоть до] старых и слабых бежали далеко, уведя скот. Поэтому пять войск захватили мало добычи [ХШ, гл. 94/1, с. 3785].
Война окончилась летом 71 года, а зимой того же года Шаньюй лично предводительствовал 10-тысячной конницей в походе на Усунь. Однако он поймал только старых и слабых в плен и решил вернуться. Внезапно за один день выпал снег высотой в 1 чжан (примерно 2,3 м). Примерно одна десятая только вернулась домой из числа людей и скота. Зимой того же года в Сюнну погибла треть населения от голода и половина скота. Уязвив Сюнну, северные динлины, восточные ухуани и западные Усунь начали нападать. Предполагается, что это произошло весной 70 года. Они уничтожили и поймали ещё несколько десятков тысяч человек и много скота. В "Повествовании о Сюнну" отражено следующее:
• Сюнну очень опустела и обессилела, все подвластные [ей] владения отпали, [она уже не могла нападать и грабить. И тогда Хань двинула 30-тысячное войско, которое по трем дорогам вторглось в Сюнну, захватило несколько тысяч человек и вернулось. Сюнну не посмела отомстить [ей], и еще больше, чем прежде, хотела заключить договор о мире и родстве. В приграничных районах [Хань] происшествий стало мало» (ХШ, гл. 94/1, с. 3787].

### Конфликт с Хуннами
Согласно описанию Чеши (Турфана), в 68 году до н.э. этот район все еще находился под контролем Хунну. При восшествии на престол Сюань-ди, он послал пять цзяней с войсками атаковать Хунну. Разбитые Хунны в Чеши испугались и убежали, а Чеши вновь соединились с Хань. Хунну разозлились и приказали великому наследнику правителя Чеши, Цзюнь-су, присоединиться к ней. Однако Цзюнь-су, внук правителя Яньци по женской линии, отказался и убежал в Яньци. Вместо него правитель Чеши назначил своим преемником сына Угуя. Когда Угуй стал правителем, он заключил брак с Хунну и уговаривал ее перерезать дорогу, соединявшую Хань и Усунь.
Эти события произошли между 71 и 68 годами до н.э. После того как хунны бежали из Чеши, где Чжао-ди разместила свою конницу, скорее всего во время войны Усунь и Хань против Хунну в первой половине 71 год до н.э., когда усуньская конница вторглась через земли Чеши в западные земли Сюнну у озера Пулейцзэ (Баркуль). Поэтому утверждение дворцовых историков о том, что Чеши после этого соединилась не с Усунь, а с Хань, вызывает сомнения. Но, в любом случае, новый правитель Чеши, Угуй, вскоре снова подчинился Сюнну.

### Война с Хань
В том же году умер фактически правивший Хань Да-цзянцзюнь Хо Гуан, и император Сюань-ди стал править сам. Воспользовавшись катастрофической ситуацией в империи Хунну, он предпринимает новую попытку закрепиться в стратегически важном районе Притяньшанья, в Чеши (Турфан). Хань послала в Цюйли Шилана Чжэн Цзи и Сяовэй-сыма Си во главе освобожденных от наказания преступников для занятия земледелием в Цюйли и затем нападения на Чеши.
Сюань-ди намеренно послал в Цюйли не обычные войска, а лишь маленький отряд военнопоселенцев из бывших преступников. С учетом расстояния от Цюйли до Чеши (600 км), этот поход вряд ли вызвал особое беспокойство у сюннов. Кроме того, Цюйли, небольшое царство с плодородными землями, было юго-восточным соседом Гуйцы (Куча), союзницей Усунь. Следовательно, император полагал, что Гуйцы не будут препятствовать его намерению. 
Описываемые события с походом Чжэн Цзи и Си на Чеши вызывают серьезные сомнения по нескольким причинам. Первая причина заключается в том, что согласно «Повествованию о Сюнну», царства Западного края, известные как го-чэн-чжу-го или чжу-го даже если речь идет о части из них, захватили Чеши не в 68 году, а в 67 году до н.э. Во-вторых, неясно, какие царства в этом районе могли выставить 10-тысячное войско в поддержку Чжэн Цзи, так как нет информации о их отделении от Сюнну и переходе на сторону Хань. Никакие царства или их войска не упоминаются в последующем описании событий. Третья причина заключается в том, что маловероятно, что большое войско, захватив столицу Чеши, столкнется с продовольственными проблемами. Неточность обстоятельств в описании указывает на вероятную преувеличенность заслуг Чжэн Цзи.
Действия последующие за этим, также вызывают сомнения. В конце 67 года до н.э. Чжэн Цзи сдался без боя, хотя только его отряд из 1500 поселенцев отправился на Чеши, не задействуя других войск. Однако правитель Чеши обратился за помощью к Хунну, не получив ее, он сдался Чжэн Цзи.
В итоге, сделанные выводы о кампании Чжэн Цзи на Чеши в конце 68 года до н.э. крайне сомнительны. Вероятно, Чжэн Цзи не собирал 10-тысячное войско из чжу-го, не захватил столицу Чеши и вернулся в Цюйли после неудачного похода.
Следует отметить, что Хунну реагировали на действия Чжэн Цзи только после того, как тот основал свое поселение в Чеши и вернулся в Цюйли. 
Изложенные события идентифицируют провал следующей попытки Хань захватить Чеши в 68-64 гг. до н.э.
Как видно, все действия Хань при покидании Чеши были направлены на создание для Хунну потенциальной угрозы, как можно заключить из последующего описания событий в Чеши за два года: 
«Правитель Чеши [Угуй) бежал (ранее) в Усунь, и она оставила его [у себя), не отослав (в Хань), а в письме императору сообщила о желании оставить правителя Чеши, чтобы в случае возникновения опасности царству можно было по дороге с запада напасть на Сюнну. Хань позволила. Поэтому (теперь] призвала бывшего великого наследника Чеши Цзюньсу из Яньци, сделала его правителем, весь народ Чеши переселила в Цюйли, уступив затем [опустевшие) земли бывшего Чеши сюннам. Правитель Чеши (Цзюньсу) сблизился с чиновниками ханьского поселения (в Цюйли], порвал с Сюнну и наслаждался друж- бой с Хань. После этого Хань отправила шилана Пань Гуандэ в Усунь с требованием представить к [ее] двору (бывшего] правителя Чеши Угуя. [По прибытии в Хань он получил в дар дом и поселился с же- ной и детьми. А случилось это в 4 г. Юань-кан» [ХШ, гл. 96/2, с. 3924), т.е. в 62 г. до н. э.

### История Чеши н. э.
В 9 году сын правителя Чеши вблизи был убит духу, а через 10 лет духу Дань Цинь казнил правителя Чеши в отдаленном районе Сюйчжили за предполагаемую попытку предать Хунну.
В конце 80 и начале 70 годов Сюнну все еще контролировала притяньшаньский район, ее конница постоянно находилась в Чеши (Турфан), а послы регулярно отправлялись в Усунь через Гуйцы (Куча). В Усунь были хорошо осведомлены о трудном положении в ней.

### Война в Западном крае и гибель Чеши
Тем временем Ухой, старший брат, размышлял о восстановлении хуннского государства. Окруженный табгачами, контролирующими Хэси и Шаньшань, он понял, что вернуть свои земли невозможно. Поэтому он решил захватить Шаньшань для противостояния Тоба-Вэй. Собрав 5 тысяч всадников под командованием своего брата Аньчжоу, он отправил их на завоевание Шаньшани. Жители Шаньшани дали яростное сопротивление, но, осознав поражение, оставили свои земли и ушли на запад в оазис Гюймо на берегах Черчендарьи.
Так как хунны не обороняли Дуньхуан и отступили к своему брату на запад, они обошли пустыню Такламакан через Карашар и направились в Турфанскую котловину. Однако столкновения с жужанями и китайцами заставили их изменить свои планы. 
Ухой успешно разгромил чешы и хамийцев в 442 году, создав новое хуннское княжество в Гаочане. Ван Ду-гуй, сотоварищ Ухоя, взялся за Шаньшань и затем направился к Карашару. Несмотря на сопротивление карашарцев, удержать их не удалось, и Ван Ду-гуй объединил Дуньхуан и Шаньшань. И хотя хронисты приписали покорение Западного края Тоба Дао, хунны сосредоточились в Турфане, избегая новых конфликтов на востоке. 
Ухой умер в 444 году, передав трон своему брату Аньчжоу, который правил до 460 года, история его правления будет рассказана в следующей главе.

## Военная организация
Из населения в 6000 тысяч человек в Чеши ближнего, армию составляла 1850 человек.

## Историческое наследие городов

### Цзяохэ
Городище Цзяохэ практически не сохранило артефактов ханьской эпохи, но в некоторых колодцах была найдена серая керамика из времен династии Хань. Из наследия танской эпохи можно выделить несколько плохо сохранившихся фресок. В долине есть буддийские храмы ханьской эпохи, и в одном из таких храмов Германская археологическая экспедиция обнаружила полотно с изображением Матери демонов. Эта буддийская богиня материнства значительно отличается от индийской богини-матери, представленной как китайская богиня, кормящая грудью одного ребенка, окруженного еще восемью детьми. Изображение рождающей девятерых матери является традиционным китайским образом.
Важнейшей находкой в Цзяохэ считается гробница царей Цзюйши, находившаяся за пределами городища. Несмотря на то, что она уже давно разграблена и почти лишена артефактов, данное катакомбное погребение было окружено жертвенными ямами для сопогребения верблюдов и лошадей.
В одном из крупных захоронений II века до н.э. обнаружены золотые украшения, драгоценные камни, ханьские бронзовые зеркала и стеклянные серьги. Все эти артефакты свидетельствуют о влиянии культуры сюнну на царство Цзюйши при династии Хань.
В некоторых погребениях обнаружены обломки дерева от внутримогильных конструкций и отдельные предметы. Среди находок представлены изделия из бронзы, золота, железа, керамики, кости (рога) и остатки деревянных вещей. Керамические находки включают около 50 целых или поддающихся восстановлению сосудов. Большинство из них изготовлено из красной керамики с примесью песка, реже встречается серая керамика. Все сосуды выполнены вручную, часть из них сохранила следы лощения, но в основном поверхность необработанная. Расписной керамики немного, есть сосуды, покрытые красной или желтой глиняной обмазкой. Большинство сосудов имеют плоское дно. Среди форм выделяются горшки гуань, котлы фу, бокалы бэй, чаши бо, миски пэнь, бутылки пин и другие.
Среди металлических находок преобладают изделия из железа, тогда как бронзовых предметов немного. Бронзовые находки включают круглую пуговицу с дольчатым орнаментом, еще одну круглую пуговицу без орнамента и зеркало с боковой ручкой в виде языков пламени.
Железные изделия представлены элементами конской упряжи и оружием. Среди оружия найдены три трехлопастных черешковых наконечника стрел с сохранившимися остатками деревянных древков и чекан с проушиной и круглым бойком. Из деталей упряжи обнаружены сломанные удила с сохранившимся прямым псалием, круглая подпружная пряжка с блоком, распределители ремней со стилизованным изображением листка, а также четырехлепестковая бляшка. В южной погребальной камере найдены похожий распределитель ремней и застежка в виде клюва, предположительно для подбородного ремня узды.
Среди серебряных находок выделяется распределитель ремней с головкой буйвола или быка, найденный во входной шахте могилы.
Золотые украшения включают объемную фигурку оленя, треугольную нашивную бляшку, а также прямоугольные и фигурные нашивные бляшки с изображениями птиц, найденные в погребальных камерах.
.

## Культура
Большинство стран на Западе были собственными, с поселениями, землями и скотом, и следовали другим обычаям, чем гунны и усуни. Они все поддерживали взаимоотношения с гуннами.
Могильники в центре столицы Цзяохэ свидетельствуют о процветании королевства Чеши. Местные правители были захоронены в мощных кольцевых гробницах, аналогичных по размерам кольцевым могилам хунну, однако с применением других методов строительства. Были также обнаружены боковые могильные ямы для мужчин, лошадей и верблюдов. Даже несмотря на грабежи, разнообразные могильные находки содержали раковины каури и кусочки золотой фольги с изображениями быков, верблюдов, пантер, горных козлов и соколов - элементы, напоминающие стилистические решения элиты хунну. Повседневная жизнь, предметы и постройки в Цзяохэ и ближайших общинах не отражали влияния культуры хунну, но элита Чеши подчеркивала свое положение через ношение престижной одежды, заимствованной у хунну, совмещая ее с местными традициями катакомбных гробниц.

### Влияние на Корею
Корейский буддизм был связан с Западом как по суше, так и по морю. В страну поступали различные доктрины, включая Махаяну и Хинаяну, через Китай и напрямую из Индии, Центральной Азии и других регионов, таких как Джуши, Карашар, Куча, Хотан, Кашгар, Кангюй и Парфия. Все эти учения были восприняты и ассимилированы в корейской традиции.
Бронзовое оружие из Люшуй, особенно ромбические наконечники стрел с односторонним шпором и конская сбруя, схоже с находками из курганов Аржан 1 и Берлик. Эти предметы отражают влияние различных степных и лесостепных культур: Большереченской, Красноозерской и поздней Ирмени в Сибири; Тасмолы и Зебакино-Донгал в Казахстане; Субеши в Синьцзяне. За исключением втульчатых наконечников, подобное оружие, сбруя и украшения встречаются по всей северной степной зоне Китая — от Синьцзяна до Корейского полуострова.